# Spittal (Wales)
Spittal is een plaats in Wales, in het bestuurlijke graafschap Pembrokeshire en in het ceremoniële behouden graafschap Dyfed. De plaats telt 500 inwoners.